# Astrit Selmani
Astrit Selmani, né le 13 mai 1997 à Malmö en Suède, est un footballeur international kosovar, qui évolue au poste d'avant-centre.

## Biographie

### Débuts en club
Né à Malmö en Suède Astrit Selmani est formé par le club de sa ville natale, le Malmö FF. Il ne joue toutefois aucun match avec l'équipe première et doit s'aguerrir dans les divisions inférieures du football suédois. 
En janvier 2016 il rejoint l'Ängelholms FF qui lui permet de découvrir la Superettan (deuxième division). Il joue son premier match dans cette compétition le 3 avril 2016 contre le Syrianska FC. Son équipe s'impose par un but à zéro ce jour-là. 
Le 24 novembre 2016 est annoncé le transfert de Selmani au FC Rosengård pour la saison 2017, le club évolue alors en troisième division suédoise.

### Varbergs BoIS
En janvier 2019 il s'engage au Varbergs BoIS et retrouve la Superettan. Le club est ensuite promu et il découvre l'Allsvenskan, l'élite du football suédois.

### Hammarby IF
Il remporte avec Hammarby la coupe de Suède en 2021, le premier titre du club dans cette compétition. Hammarby affronte le BK Häcken en finale le 30 mai 2021. Il est titularisé lors de cette rencontre remportée par son équipe aux tirs au but.
Le 22 juillet 2021, Selmani se fait remarquer en réalisant un triplé face au NK Maribor, lors d'une rencontre qualificative pour la Ligue Europa Conférence 2021-2022. Il permet ainsi à son équipe de s'imposer (3-1 score final).

### Hapoël Beer-Sheva
Le 18 juillet 2022, Astrit Selmani prend la direction d'Israël afin de s'engager en faveur du Hapoël Beer-Sheva. Il signe un contrat de trois ans.

### Prêts
Le 31 janvier 2023, Astrit Selmani rejoint le Danemark et le FC Midtjylland, où il arrive sous la forme d'un prêt.
Le 11 août 2023, Selmani est prêté jusqu'à la fin de l'année à l'IFK Göteborg.

### Dinamo Bucarest
En février 2024, Astrit Selmani quitte définitivement l'Hapoël Beer-Sheva et prend la direction de la Roumanie afin de s'engager en faveur du Dinamo Bucarest.

### En sélection
Astrit Selmani est né et a grandi en Suède mais il est originaires d'Albanie et du Kosovo, c'est ce dernier pays qu'il décide de représenter.

## Palmarès
Hammarby IF
- Coupe de Suède (1) :
  - Vainqueur : 2020-21.